# Farida Nabourema
Farida Bemba Nabourema, née le 19 avril 1990 à Lomé, est une militante togolaise des droits de l'homme et écrivaine. A vingt ans, elle fonde le mouvement « Faure Must Go », appelant à la résistance civile dans l'intérêt de la démocratie au Togo.

## Biographie

### Enfance et études
Née le 19 avril 1990 à Lomé, Farida Bemba Nabourema termine son cursus scolaire avec le baccalauréat en 2007. Elle étudie ensuite l'histoire à l'université de Lomé , avant de poursuivre des études en relations internationales aux États-Unis à l'American University School of International Service de Washington, DC. Elle est installée aux États-Unis depuis l'âge de 18 ans.

### Contexte et engagement
Farida a grandi sous le régime du président Gnassingbé Eyadema mort en 2005 et remplacé par son fils Faure Gnassingbé à la tête du pouvoir togolais. La gouvernance sans alternance et parsemée de crises sociopolitiques de la famille Gnassingbé est critiquée et jugée dictatoriale. Des opposants et activistes y perdent la vie, d'autres emprisonnés ou contraints à l'exil,.
C'est dans ce contexte que le père de Farida Nabourema, le dissident Bemba Nabourema, est sévèrement torturé en 2003 alors qu'elle a treize ans. En conséquence, elle est devenue elle-même une dissidente.
Pendant ses études aux États-Unis, elle fonde le mouvement « Faure Must Go », organisant l'opposition à Faure Gnassingbé. Il est depuis devenu le slogan du mouvement de résistance togolais.
En 2019, Farida est directrice de l’Association pour les Droits des Femmes dans le Développement (AWID)
En 2014, elle publie La Pression de l'oppression, un essai qui encourage la résistance des opprimés,.

## Distinctions
En 2017, Nabourema reçoit le prix « Advocate of the Year » catégorie femme par les Africa Youth Awards.